# Benthogenia
Benthogenia is een geslacht van kamsterren uit de familie Porcellanasteridae.

## Soort
- Benthogenia cribellosa Fisher, 1911